# کوزابورو هیرای
کوزابورو هیرای (انگلیسی: Kozaburo Hirai; ۱۰ سپتامبر ۱۹۱۰ – ۳۰ نوامبر ۲۰۰۲) آهنگساز اهل ژاپن بود.